# Mont-Saint-Jean (Sarthe)
Mont-Saint-Jean – miejscowość i gmina we Francji, w regionie Kraj Loary, w departamencie Sarthe.
Według danych na rok 1990 gminę zamieszkiwało 638 osób, a gęstość zaludnienia wynosiła 15 osób/km² (wśród 1504 gmin Kraju Loary, Mont-Saint-Jean plasuje się na 762. miejscu pod względem liczby ludności, natomiast pod względem powierzchni na miejscu 114.).